# Henry Cliffe (Kleriker)
Henry Cliffe (auch Henry de Cliffe oder Henry de Clyffe) (* um 1280; † 1334) war ein englischer Geistlicher und Beamter.

## Herkunft, Studium und Aufstieg als Beamter
Henry Cliffe wurde vermutlich in Cliffe bei Selby in Yorkshire geboren. Er studierte vermutlich an der Universität Oxford und erlangte vor 1307 den Grad eines Master of Arts. Zwischen 1316 und 1319 diente Cliffe als Kanzler der Diözese Winchester, doch vor allem diente er als Beamter in der königlichen Kanzlei. Während der gelegentlichen Abwesenheit der königlichen Kanzler diente er zwischen 1318 und dem 12. Dezember 1324 als Keeper of the Great Seal. Während des Parlaments im Oktober 1318 in York nahm er Petitionen entgegen. Die Antworten auf diese Anfragen gab er während des Parlaments in Westminster 1320 bekannt. Als Vertreter des Dekans und des Kathedralkapitels von York Minster nahm er selbst zwischen 1324 und 1332 an fünf Parlamenten teil. Von April bis Juli 1325 diente er als Keeper of the Privy Seal, danach wurde er zum Keeper of the Chancery Rolls ernannt. Nach dem Sturz von König Eduard II. durch Roger Mortimer und Königin Isabelle ernannten ihn diese im Herbst 1326 kurzzeitig zum Keeper of the Great Seal, bis er am 30. November das Großsiegel an William Airmyn übergab. Während des Sturzes der Regierung übernahm Cliffe dazu als Keeper of the Chancery Rolls in Hereford die erbeuteten Urkunden und Rolls der königlichen Kanzlei. Als Geistlicher durfte er ab 1329 dem Haushalt von Königin Philippa angehören. Am 8. Januar 1333 wurde er als Keeper of the Chancery Rolls abgelöst.

## Geistliche Ämter
Zur Belohnung für seine Dienste erhielt Cliffe zahlreiche Benefizien. Bereits 1307 wurde er Rektor von Collingtree in Northamptonshire. Zwischen 1317 und 1319 war er Dekan von Tamworth, dazu war er Kanoniker am York Minster und an den Kathedralen von Salisbury, Wells und Chichester. In Chichester stieg er vor 1333 zum Schatzmeister des Kathedralkapitels auf. Aufgrund seiner Tätigkeit in der königlichen Kanzlei ließ er sich in seinen geistlichen Ämtern durch Stellvertreter vertreten, behielt jedoch die Einkünfte. Trotz seiner zahlreichen Pfründen wurde er nie zum Priester geweiht, sondern hatte nur die niederen Weihen erhalten.
1329 bezeugte Cliffe die Schenkung eines La Oriole genannten Wohnhauses an ein College in Oxford, das nach diesem Haus Oriel College genannt wurde. Sein genaues Todesdatum ist unbekannt, sein Testament wurde 1334 eröffnet. In diesem hinterließ er verschiedenen Klöstern und Ordensniederlassungen kleinere Geldbeträge. Eine kleine Schenkung erhielt auch die wohl mit ihm verwandte Nonne Alice de Clyffe. Den Großteil seines Besitzes vermachte er seinem Bruder John, dessen Frau Emma und deren Kindern. Er bat daraum, im Augustinerpriorat von Drax bei Cliffe beigesetzt zu werden.